# Родріго Ласерда Рамос
Родріго Ласерда Рамос (порт. Ferrugem, нар. 6 жовтня 1980, Сан-Бернарду-ду-Кампу) — бразильський футболіст, що грав на позиції півзахисника.

## Ігрова кар'єра
Народився 6 жовтня 1980 року в місті Сан-Бернарду-ду-Кампу. Вихованець футбольної школи клубу «Палмейрас». Дорослу футбольну кар'єру розпочав 1998 року в основній команді того ж клубу, втім основним гравцем не став, взявши участь у 6 матчах чемпіонату.
2000 року перейшов у грецький АЕК. Відіграв за афінський клуб наступні два сезони своєї ігрової кар'єри. Більшість часу, проведеного у складі клубу АЕК, був основним гравцем команди і 2002 року виграв з командою Кубок Греції.
Протягом 2002—2003 років захищав на батьківщині кольори «Атлетіко Мінейру», після чого знову відправився до Європи у французьке «Аяччо», у складі якого провів наступні чотири роки своєї кар'єри гравця. Граючи у складі «Аяччо» також здебільшого виходив на поле в основному складі команди.
Протягом сезону 2007/08 грав на правах оренди за «Страсбур», після чого став гравцем японського клубу «Джубіло Івата», але 2009 року повернувся у «Страсбур».
З 2010 року грав у Швейцарії за «Сьйон» та «Лозанну», а завершував кар'єру на батьківщині у клубах «Крісіума» та «Віла-Нова».

## Кар'єра в збірній
Виступав за юнацьку збірну Бразилії, у складі якої став чемпіоном світу серед юніорів (U-17) на турнірі 1997 року.

## Титули і досягнення
- Володар Кубка Греції (1):

АЕК: 2001-02
- Володар Кубка Швейцарії (1):

«Сьйон»: 2010-11
- Чемпіон світу (U-17): 1997
- Чемпіон Південної Америки (U-17): 1997